# Championnat d'Europe féminin de basket-ball 2021
Navigation
Lettonie / Serbie (2019) Slovénie / Israël (2023)
La 38e édition du Championnat d'Europe féminin de basket-ball (officiellement FIBA EuroBasket Women 2021) est prévue du 17 au 27 juin 2021 en Espagne et en France.
Le 15 juillet 2019, la France et l’Espagne sont conjointement désignées par la FIBA Europe pour organiser le championnat d'Europe féminin 2021, la France organisant une partie de la phase de poules et l'Espagne l'autre partie ainsi que la phase finale. L'Espagne a déjà accueilli le Championnat d'Europe en 1987, tandis que la France a déjà été pays organisateur à quatre reprises : en 1962, 1976, 2001 et 2013,.

## Villes hôtes
La phase de poules est prévue à Lyon, alors que la phase finale l'est, initialement, à l'AccorHotels Arena de Paris.
Le 11 mai 2020, la FFBB indique dans un communiqué qu'elle renonce à organiser sa demi-finale et la finale de la compétition, en raison de plusieurs événements concomitants : d'une part, l'évolution de la crise sanitaire liée à la pandémie de coronavirus, et d'autre part au report non programmé à ce jour du second tour des élections municipales en France.
Le 18 septembre 2020, Strasbourg est nommée ville co-organisatrice avec Valence.

### Salles
| Strasbourg                                                 | [[Fichier:Europe laea location map with borders.svg\|350px\|{{#if:\|{{{alt}}}\|Championnat d'Europe féminin de basket-ball 2021 est dans la page Europe.]]Strasbourg Valence |
| ---------------------------------------------------------- | --- |
| Rhénus Sport Capacité : 6 200                              | [[Fichier:Europe laea location map with borders.svg\|350px\|{{#if:\|{{{alt}}}\|Championnat d'Europe féminin de basket-ball 2021 est dans la page Europe.]]Strasbourg Valence |
|                                                            | [[Fichier:Europe laea location map with borders.svg\|350px\|{{#if:\|{{{alt}}}\|Championnat d'Europe féminin de basket-ball 2021 est dans la page Europe.]]Strasbourg Valence |
| Valence                                                    | [[Fichier:Europe laea location map with borders.svg\|350px\|{{#if:\|{{{alt}}}\|Championnat d'Europe féminin de basket-ball 2021 est dans la page Europe.]]Strasbourg Valence |
| Pavelló Municipal Font de Sant Lluís (en) Capacité : 9 000 | [[Fichier:Europe laea location map with borders.svg\|350px\|{{#if:\|{{{alt}}}\|Championnat d'Europe féminin de basket-ball 2021 est dans la page Europe.]]Strasbourg Valence |
|                                                            | [[Fichier:Europe laea location map with borders.svg\|350px\|{{#if:\|{{{alt}}}\|Championnat d'Europe féminin de basket-ball 2021 est dans la page Europe.]]Strasbourg Valence |

## Pays qualifiés
| Nation             | Qualifiée comme                            | Date de qualification | Dernière apparition | Meilleure performance en championnat d’Europe | Classement FIBA |
| ------------------ | ------------------------------------------ | --------------------- | ------------------- | --------------------------------------------- | --------------- |
| France             | Pays organisateur                          | 15 juillet 2019       | 2019                | Champions (2001, 2009)                        | 4e              |
| Espagne            | Pays organisateur                          | 15 juillet 2019       | 2019                | Champions (1993, 2013, 2017, 2019)            | 2e              |
| Belgique           | Vainqueur du groupe G                      | 14 novembre 2020      | 2019                | 3e place (2017)                               | 7e              |
| Serbie             | Vainqueur du groupe E                      | 11 décembre 2020      | 2019                | Champions (2015)                              | 8e              |
| Suède              | Vainqueur du groupe B                      | 11 décembre 2020      | 2019                | 5e place (2019)                               | 20e             |
| Bosnie-Herzégovine | Classée parmi les cinq meilleurs deuxièmes | 4 février 2021        | 1999                | 10e place (1999)                              | 37e             |
| Croatie            | Vainqueur du groupe I                      | 4 février 2021        | 2015                | 5e place (2011)                               | 31e             |
| Slovénie           | Vainqueur du groupe A                      | 4 février 2021        | 2019                | 10e place (2019)                              | 30e             |
| Biélorussie        | Vainqueur du groupe F                      | 6 février 2021        | 2019                | 3e place (2007)                               | 11e             |
| République tchèque | Vainqueur du groupe D                      | 6 février 2021        | 2019                | Champions (2005)                              | 17e             |
| Russie             | Vainqueur du groupe C                      | 6 février 2021        | 2019                | Champions (2003, 2007, 2011)                  | 12e             |
| Slovaquie          | Vainqueur du groupe H                      | 6 février 2021        | 2017                | Vice-champions (1997)                         | 24e             |
| Monténégro         | Classée parmi les cinq meilleurs deuxièmes | 6 février 2021        | 2019                | 6e place (2011)                               | 23e             |
| Italie             | Classée parmi les cinq meilleurs deuxièmes | 6 février 2021        | 2019                | Champions (1938)                              | 16e             |
| Turquie            | Classée parmi les cinq meilleurs deuxièmes | 6 février 2021        | 2019                | Vice-champions (2011)                         | 7e              |
| Grèce              | Classée parmi les cinq meilleurs deuxièmes | 6 février 2021        | 2017                | 4e place (2017)                               | 13e             |

La France et l'Espagne sont dispensées de qualifications, qui concerneront 33 équipes réparties en six groupes de quatre et trois groupes de trois équipes qui se rencontreront sur trois fenêtres : les 10 et 18 novembre 2019, du 8 au 16 novembre 2020 et du 31 janvier au 8 février 2021.  Les neuf vainqueurs de chaque groupe et les cinq meilleures équipes occupant la deuxième place seront qualifiés pour l'Euro.

## Résultats
Les 16 équipes qualifiées sont réparties en 4 groupes de 4 équipes. 
Les équipes sont départagées par le nombre de points. Si deux équipes ont le même nombre de points, elles seront départagées par la différence. Deux équipes ayant le même nombre de points et la même différence seront départagées par le plus grand nombre de points marqués. Si, malgré cela, une égalité parfaite serait présente entre deux équipes, un tirage au sort s'effectuera.

### Premier tour

#### Groupe A
| Groupe A ( Valence) | Groupe A ( Valence) | Groupe A ( Valence) | Groupe A ( Valence) | Groupe A ( Valence) | Groupe A ( Valence) | Groupe A ( Valence) | Groupe A ( Valence) | Groupe A ( Valence) |
|                     | Équipe              | Pts                 | G                   | P                   | PP                  | PC                  | Diff                | Dép                 |
| ------------------- | ------------------- | ------------------- | ------------------- | ------------------- | ------------------- | ------------------- | ------------------- | ------------------- |
| 1                   | Biélorussie         | 5                   | 2                   | 1                   | 185                 | 163                 | +22                 | +2                  |
| 2                   | Espagne             | 5                   | 2                   | 1                   | 220                 | 169                 | +51                 | -2                  |
| 3                   | Suède               | 4                   | 1                   | 2                   | 183                 | 211                 | -28                 | +17                 |
| 4                   | Slovaquie           | 4                   | 1                   | 2                   | 176                 | 221                 | -45                 | -17                 |

| 17 juin 2021 | Suède       | 74 – 57 | Slovaquie   |
| 17 juin 2021 | Biélorussie | 53 – 51 | Espagne     |
| 18 juin 2021 | Slovaquie   | 58 – 54 | Biélorussie |
| 18 juin 2021 | Espagne     | 76 – 55 | Suède       |
| 20 juin 2021 | Suède       | 54 – 78 | Biélorussie |
| 20 juin 2021 | Espagne     | 93 – 61 | Slovaquie   |

Légende : Pts : nombre de points (victoire 2 points, défaite 1 point) ; G : nombre de matches gagnés ; P : nombre de matches perdus ; PP : nombre de points marqués ; PC : nombre de points encaissés ; Diff. : différence de points ; Dép départage particulier en cas d'égalité ; en gras les équipes qualifiées, sur fond vert foncé pour la qualification directe en quart de finale, sur fond vert clair pour la poursuite en barrages ; en rouge et italique celle éliminée.

#### Groupe B
| Groupe B ( Valence) | Groupe B ( Valence) | Groupe B ( Valence) | Groupe B ( Valence) | Groupe B ( Valence) | Groupe B ( Valence) | Groupe B ( Valence) | Groupe B ( Valence) | Groupe B ( Valence) |
|                     | Équipe              | Pts                 | G                   | P                   | PP                  | PC                  | Diff                | Dép                 |
| ------------------- | ------------------- | ------------------- | ------------------- | ------------------- | ------------------- | ------------------- | ------------------- | ------------------- |
| 1                   | Serbie              | 6                   | 3                   | 0                   | 258                 | 207                 | +51                 |                     |
| 2                   | Italie              | 5                   | 2                   | 1                   | 235                 | 214                 | +21                 |                     |
| 3                   | Monténégro          | 4                   | 1                   | 2                   | 206                 | 219                 | -13                 |                     |
| 4                   | Grèce               | 3                   | 0                   | 3                   | 173                 | 232                 | -59                 |                     |

| 17 juin 2021 | Monténégro | 70 – 55    | Grèce      |
| 17 juin 2021 | Serbie     | 086 – 81ap | Italie     |
| 18 juin 2021 | Grèce      | 51 – 85    | Serbie     |
| 18 juin 2021 | Italie     | 77 – 61    | Monténégro |
| 20 juin 2021 | Monténégro | 75 – 87    | Serbie     |
| 20 juin 2021 | Italie     | 77 – 67    | Grèce      |

Légende : Pts : nombre de points (victoire 2 points, défaite 1 point) ; G : nombre de matches gagnés ; P : nombre de matches perdus ; PP : nombre de points marqués ; PC : nombre de points encaissés ; Diff. : différence de points ; Dép départage particulier en cas d'égalité ; en gras les équipes qualifiées, sur fond vert foncé pour la qualification directe en quart de finale, sur fond vert clair pour la poursuite en barrages ; en rouge et italique celle éliminée.

#### Groupe C
| Groupe C ( Strasbourg) | Groupe C ( Strasbourg) | Groupe C ( Strasbourg) | Groupe C ( Strasbourg) | Groupe C ( Strasbourg) | Groupe C ( Strasbourg) | Groupe C ( Strasbourg) | Groupe C ( Strasbourg) | Groupe C ( Strasbourg) |
|                        | Équipe                 | Pts                    | G                      | P                      | PP                     | PC                     | Diff                   | Dép                    |
| ---------------------- | ---------------------- | ---------------------- | ---------------------- | ---------------------- | ---------------------- | ---------------------- | ---------------------- | ---------------------- |
| 1                      | Belgique               | 5                      | 2                      | 1                      | 210                    | 188                    | +22                    | +20                    |
| 2                      | Bosnie-Herzégovine     | 5                      | 2                      | 1                      | 215                    | 200                    | +15                    | +5                     |
| 3                      | Slovénie               | 5                      | 2                      | 1                      | 220                    | 220                    | 0                      | -25                    |
| 4                      | Turquie                | 3                      | 0                      | 3                      | 162                    | 199                    | -37                    |                        |

| 17 juin 2021 | Bosnie-Herzégovine | 70 – 55 | Belgique           |
| 17 juin 2021 | Slovénie           | 72 – 47 | Turquie            |
| 18 juin 2021 | Turquie            | 54 – 64 | Bosnie-Herzégovine |
| 18 juin 2021 | Belgique           | 92 – 57 | Slovénie           |
| 20 juin 2021 | Bosnie-Herzégovine | 81 – 91 | Slovénie           |
| 20 juin 2021 | Turquie            | 61 – 63 | Belgique           |

Légende : Pts : nombre de points (victoire 2 points, défaite 1 point) ; G : nombre de matches gagnés ; P : nombre de matches perdus ; PP : nombre de points marqués ; PC : nombre de points encaissés ; Diff. : différence de points ; Dép départage particulier en cas d'égalité ; en gras les équipes qualifiées, sur fond vert foncé pour la qualification directe en quart de finale, sur fond vert clair pour la poursuite en barrages ; en rouge et italique celle éliminée.

#### Groupe D
| Groupe D ( Strasbourg) | Groupe D ( Strasbourg) | Groupe D ( Strasbourg) | Groupe D ( Strasbourg) | Groupe D ( Strasbourg) | Groupe D ( Strasbourg) | Groupe D ( Strasbourg) | Groupe D ( Strasbourg) | Groupe D ( Strasbourg) |
|                        | Équipe                 | Pts                    | G                      | P                      | PP                     | PC                     | Diff                   | Dép                    |
| ---------------------- | ---------------------- | ---------------------- | ---------------------- | ---------------------- | ---------------------- | ---------------------- | ---------------------- | ---------------------- |
| 1                      | France                 | 6                      | 3                      | 0                      | 261                    | 173                    | +88                    |                        |
| 2                      | Russie                 | 5                      | 2                      | 1                      | 205                    | 216                    | -11                    |                        |
| 3                      | Croatie                | 4                      | 1                      | 2                      | 209                    | 234                    | -25                    |                        |
| 4                      | République tchèque     | 3                      | 0                      | 3                      | 176                    | 228                    | -52                    |                        |

| 17 juin 2021 | Russie             | 73 – 69   | République tchèque |
| 17 juin 2021 | France             | 105 – 630 | Croatie            |
| 18 juin 2021 | Croatie            | 62 – 73   | Russie             |
| 18 juin 2021 | République tchèque | 51 – 71   | France             |
| 20 juin 2021 | République tchèque | 56 – 84   | Croatie            |
| 20 juin 2021 | France             | 85 – 59   | Russie             |

Légende : Pts : nombre de points (victoire 2 points, défaite 1 point) ; G : nombre de matches gagnés ; P : nombre de matches perdus ; PP : nombre de points marqués ; PC : nombre de points encaissés ; Diff. : différence de points ; Dép départage particulier en cas d'égalité ; en gras les équipes qualifiées, sur fond vert foncé pour la qualification directe en quart de finale, sur fond vert clair pour la poursuite en barrages ; en rouge et italique celle éliminée.

### Phase finale

#### Tableau final
|  | Huitièmes de finale | Huitièmes de finale    | Huitièmes de finale       | Huitièmes de finale |                           |                 | Quarts de finale       | Quarts de finale       | Quarts de finale          | Quarts de finale       |                        |                        | Demi-finales           | Demi-finales           | Demi-finales           | Demi-finales           |  |  | Finale                 | Finale                 | Finale                 | Finale                 |
|  |                     |                        |                           |                     |                           |                 |                        |                        |                           |                        |                        |                        |                        |                        |                        |                        |  |  |                        |                        |                        |                        |
|  |                     |                        |                           |                     |                           |                 | 23 juin 2021 à Valence | 23 juin 2021 à Valence | 23 juin 2021 à Valence    | 23 juin 2021 à Valence |                        |                        | 26 juin 2021 à Valence | 26 juin 2021 à Valence | 26 juin 2021 à Valence | 26 juin 2021 à Valence |  |  | 27 juin 2021 à Valence | 27 juin 2021 à Valence | 27 juin 2021 à Valence | 27 juin 2021 à Valence |
|  |                     |                        |                           |                     |                           |                 | 23 juin 2021 à Valence | 23 juin 2021 à Valence | 23 juin 2021 à Valence    | 23 juin 2021 à Valence |                        |                        | 26 juin 2021 à Valence | 26 juin 2021 à Valence | 26 juin 2021 à Valence | 26 juin 2021 à Valence |  |  | 27 juin 2021 à Valence | 27 juin 2021 à Valence | 27 juin 2021 à Valence | 27 juin 2021 à Valence |
|  |                     |                        |                           |                     |                           |                 | 23 juin 2021 à Valence | 23 juin 2021 à Valence | 23 juin 2021 à Valence    | 23 juin 2021 à Valence |                        |                        | 26 juin 2021 à Valence | 26 juin 2021 à Valence | 26 juin 2021 à Valence | 26 juin 2021 à Valence |  |  | 27 juin 2021 à Valence | 27 juin 2021 à Valence | 27 juin 2021 à Valence | 27 juin 2021 à Valence |
|  |                     |                        |                           |                     |                           |                 | 23 juin 2021 à Valence | 23 juin 2021 à Valence | 23 juin 2021 à Valence    | 23 juin 2021 à Valence |                        |                        | 26 juin 2021 à Valence | 26 juin 2021 à Valence | 26 juin 2021 à Valence | 26 juin 2021 à Valence |  |  | 27 juin 2021 à Valence | 27 juin 2021 à Valence | 27 juin 2021 à Valence | 27 juin 2021 à Valence |
|  | A1                  | Biélorussie            | 58                        | 58                  |                           |                 |                        |                        |                           |                        |                        |                        | 26 juin 2021 à Valence | 26 juin 2021 à Valence | 26 juin 2021 à Valence | 26 juin 2021 à Valence |  |  | 27 juin 2021 à Valence | 27 juin 2021 à Valence | 27 juin 2021 à Valence | 27 juin 2021 à Valence |
|  | A1                  | Biélorussie            | 58                        | 58                  | 21 juin 2021 à Valence    |                 |                        |                        |                           |                        |                        |                        | 26 juin 2021 à Valence | 26 juin 2021 à Valence | 26 juin 2021 à Valence | 26 juin 2021 à Valence |  |  | 27 juin 2021 à Valence | 27 juin 2021 à Valence | 27 juin 2021 à Valence | 27 juin 2021 à Valence |
|  |                     |                        | A3                        | Suède               | 46                        | 46              |                        |                        |                           |                        |                        |                        | 26 juin 2021 à Valence | 26 juin 2021 à Valence | 26 juin 2021 à Valence | 26 juin 2021 à Valence |  |  | 27 juin 2021 à Valence | 27 juin 2021 à Valence | 27 juin 2021 à Valence | 27 juin 2021 à Valence |
|  | B2                  | Italie                 | A3                        | Suède               | 46                        | 46              | 48                     | 48                     |                           |                        |                        |                        | 26 juin 2021 à Valence | 26 juin 2021 à Valence | 26 juin 2021 à Valence | 26 juin 2021 à Valence |  |  | 27 juin 2021 à Valence | 27 juin 2021 à Valence | 27 juin 2021 à Valence | 27 juin 2021 à Valence |
|  | B2                  | Italie                 | 23 juin 2021 à Strasbourg |                     |                           |                 | 48                     | 48                     |                           |                        |                        |                        | 26 juin 2021 à Valence | 26 juin 2021 à Valence | 26 juin 2021 à Valence | 26 juin 2021 à Valence |  |  | 27 juin 2021 à Valence | 27 juin 2021 à Valence | 27 juin 2021 à Valence | 27 juin 2021 à Valence |
|  | A3                  | Suède                  | 64                        | 64                  |                           |                 |                        |                        |                           |                        |                        |                        | 26 juin 2021 à Valence | 26 juin 2021 à Valence | 26 juin 2021 à Valence | 26 juin 2021 à Valence |  |  | 27 juin 2021 à Valence | 27 juin 2021 à Valence | 27 juin 2021 à Valence | 27 juin 2021 à Valence |
|  | A3                  | Suède                  | 64                        | 64                  | A1                        | Biélorussie     | 61                     | 61                     |                           |                        |                        |                        |                        |                        |                        |                        |  |  | 27 juin 2021 à Valence | 27 juin 2021 à Valence | 27 juin 2021 à Valence | 27 juin 2021 à Valence |
|  |                     |                        |                           |                     | A1                        | Biélorussie     | 61                     | 61                     |                           |                        |                        |                        |                        |                        |                        |                        |  |  | 27 juin 2021 à Valence | 27 juin 2021 à Valence | 27 juin 2021 à Valence | 27 juin 2021 à Valence |
|  |                     |                        | D1                        | France              | 73                        | 73              |                        |                        |                           |                        |                        |                        |                        |                        |                        |                        |  |  | 27 juin 2021 à Valence | 27 juin 2021 à Valence | 27 juin 2021 à Valence | 27 juin 2021 à Valence |
|  |                     |                        |                           |                     | 73                        | 73              |                        |                        |                           |                        |                        |                        |                        |                        |                        |                        |  |  | 27 juin 2021 à Valence | 27 juin 2021 à Valence | 27 juin 2021 à Valence | 27 juin 2021 à Valence |
|  |                     | 26 juin 2021 à Valence |                           |                     |                           |                 |                        |                        |                           |                        |                        |                        |                        |                        |                        |                        |  |  | 27 juin 2021 à Valence | 27 juin 2021 à Valence | 27 juin 2021 à Valence | 27 juin 2021 à Valence |
|  |                     |                        |                           |                     |                           |                 |                        |                        |                           |                        |                        |                        |                        |                        |                        |                        |  |  | 27 juin 2021 à Valence | 27 juin 2021 à Valence | 27 juin 2021 à Valence | 27 juin 2021 à Valence |
|  | D1                  | France                 | 80                        | 80                  |                           |                 |                        |                        |                           |                        |                        |                        |                        |                        |                        |                        |  |  | 27 juin 2021 à Valence | 27 juin 2021 à Valence | 27 juin 2021 à Valence | 27 juin 2021 à Valence |
|  | D1                  | France                 | 80                        | 80                  | 21 juin 2021 à Strasbourg |                 |                        |                        |                           |                        |                        |                        |                        |                        |                        |                        |  |  | 27 juin 2021 à Valence | 27 juin 2021 à Valence | 27 juin 2021 à Valence | 27 juin 2021 à Valence |
|  |                     |                        | C2                        | Bosnie-Herzégovine  | 67                        | 67              |                        |                        |                           |                        |                        |                        |                        |                        |                        |                        |  |  | 27 juin 2021 à Valence | 27 juin 2021 à Valence | 27 juin 2021 à Valence | 27 juin 2021 à Valence |
|  | C2                  | Bosnie-Herzégovine     | C2                        | Bosnie-Herzégovine  | 67                        | 67              | 80                     | 80                     |                           |                        |                        |                        |                        |                        |                        |                        |  |  | 27 juin 2021 à Valence | 27 juin 2021 à Valence | 27 juin 2021 à Valence | 27 juin 2021 à Valence |
|  | C2                  | Bosnie-Herzégovine     | 23 juin 2021 à Valence    |                     |                           |                 | 80                     | 80                     |                           |                        |                        |                        |                        |                        |                        |                        |  |  | 27 juin 2021 à Valence | 27 juin 2021 à Valence | 27 juin 2021 à Valence | 27 juin 2021 à Valence |
|  | D3                  | Croatie                | 69                        | 69                  |                           |                 |                        |                        |                           |                        |                        |                        |                        |                        |                        |                        |  |  | 27 juin 2021 à Valence | 27 juin 2021 à Valence | 27 juin 2021 à Valence | 27 juin 2021 à Valence |
|  | D3                  | Croatie                | 69                        | 69                  | D1                        | France          | 54                     | 54                     |                           |                        |                        |                        |                        |                        |                        |                        |  |  |                        |                        |                        |                        |
|  |                     |                        |                           |                     | D1                        | France          | 54                     | 54                     |                           |                        |                        |                        |                        |                        |                        |                        |  |  |                        |                        |                        |                        |
|  |                     |                        | B1                        | Serbie              | 63                        | 63              |                        |                        |                           |                        |                        |                        |                        |                        |                        |                        |  |  |                        |                        |                        |                        |
|  |                     |                        |                           |                     | 63                        | 63              |                        |                        |                           |                        |                        |                        |                        |                        |                        |                        |  |  |                        |                        |                        |                        |
|  |                     |                        |                           |                     |                           |                 |                        |                        |                           |                        |                        |                        |                        |                        |                        |                        |  |  |                        |                        |                        |                        |
|  |                     |                        |                           |                     |                           |                 |                        |                        |                           |                        |                        |                        |                        |                        |                        |                        |  |  |                        |                        |                        |                        |
|  | B1                  | Serbie                 | 71                        | 71                  |                           |                 |                        |                        |                           |                        |                        |                        |                        |                        |                        |                        |  |  |                        |                        |                        |                        |
|  | B1                  | Serbie                 | 71                        | 71                  | 21 juin 2021 à Valence    |                 |                        |                        |                           |                        |                        |                        |                        |                        |                        |                        |  |  |                        |                        |                        |                        |
|  |                     |                        | A2                        | Espagne             | 64ap                      | 64ap            |                        |                        |                           |                        |                        |                        |                        |                        |                        |                        |  |  |                        |                        |                        |                        |
|  | A2                  | Espagne                | A2                        | Espagne             | 64ap                      | 64ap            | 78                     | 78                     |                           |                        |                        |                        |                        |                        |                        |                        |  |  |                        |                        |                        |                        |
|  | A2                  | Espagne                | 23 juin 2021 à Strasbourg |                     |                           |                 | 78                     | 78                     |                           |                        |                        |                        |                        |                        |                        |                        |  |  |                        |                        |                        |                        |
|  | B3                  | Monténégro             | 51                        | 51                  |                           |                 |                        |                        |                           |                        |                        |                        |                        |                        |                        |                        |  |  |                        |                        |                        |                        |
|  | B3                  | Monténégro             | 51                        | 51                  | B1                        | Serbie          | 74                     | 74                     |                           |                        |                        |                        |                        |                        |                        |                        |  |  |                        |                        |                        |                        |
|  |                     |                        |                           |                     | B1                        | Serbie          | 74                     | 74                     |                           |                        |                        |                        |                        |                        |                        |                        |  |  |                        |                        |                        |                        |
|  |                     |                        | C1                        | Belgique            | 73                        | 73              |                        |                        |                           |                        |                        |                        |                        |                        |                        |                        |  |  |                        |                        |                        |                        |
|  |                     |                        |                           |                     | 73                        | 73              |                        |                        |                           |                        |                        |                        |                        |                        |                        |                        |  |  |                        |                        |                        |                        |
|  |                     |                        |                           |                     |                           |                 |                        |                        |                           |                        |                        |                        |                        |                        |                        |                        |  |  |                        |                        |                        |                        |
|  |                     |                        |                           |                     |                           |                 |                        |                        |                           |                        |                        |                        |                        |                        |                        |                        |  |  |                        |                        |                        |                        |
|  | C1                  | Belgique               | 85                        | 85                  | Troisième place           | Troisième place | Troisième place        | Troisième place        |                           |                        |                        |                        |                        |                        |                        |                        |  |  |                        |                        |                        |                        |
|  | C1                  | Belgique               | 85                        | 85                  | Troisième place           | Troisième place | Troisième place        | Troisième place        | 21 juin 2021 à Strasbourg |                        |                        |                        |                        |                        |                        |                        |  |  |                        |                        |                        |                        |
|  |                     |                        | D2                        | Russie              | 83                        | 83              |                        |                        | 27 juin 2021 à Valence    | 27 juin 2021 à Valence | 27 juin 2021 à Valence | 27 juin 2021 à Valence |                        |                        |                        |                        |  |  |                        |                        |                        |                        |
|  | D2                  | Russie                 | D2                        | Russie              | 83                        | 83              | 93                     | 93                     | 27 juin 2021 à Valence    | 27 juin 2021 à Valence | 27 juin 2021 à Valence | 27 juin 2021 à Valence |                        |                        |                        |                        |  |  |                        |                        |                        |                        |
|  | D2                  | Russie                 |                           |                     |                           |                 |                        | 93                     |                           |                        | A1                     | Biélorussie            | 69                     | 69                     |                        |                        |  |  |                        |                        |                        |                        |
|  | C3                  | Slovénie               | 75                        | 75                  |                           |                 |                        |                        |                           |                        | A1                     | Biélorussie            | 69                     | 69                     |                        |                        |  |  |                        |                        |                        |                        |
|  | C3                  | Slovénie               | 75                        | 75                  | C1                        | Belgique        | 77                     | 77                     |                           |                        |                        |                        |                        |                        |                        |                        |  |  |                        |                        |                        |                        |
|  |                     |                        |                           |                     |                           |                 |                        |                        |                           |                        |                        |                        |                        |                        |                        |                        |  |  |                        |                        |                        |                        |

#### Matchs de classement (places 5 à 8)
Les perdants des quarts de finale 1 et 2 et les perdants des quarts de finale 3 et 4 s'affrontent pour les deux dernières places qualificatives pour les éliminatoires de la Coupe du monde 2022.
|  | Tour de classement     | Tour de classement |                    |    | Qualifiées pour la phase suivante de la Coupe du monde 2022 | Qualifiées pour la phase suivante de la Coupe du monde 2022 |
|  | Tour de classement     | Tour de classement |                    |    | Qualifiées pour la phase suivante de la Coupe du monde 2022 | Qualifiées pour la phase suivante de la Coupe du monde 2022 |
|  |                        |                    |                    |    |                                                             |                                                             |
|  | 26 juin 2021 à Valence |                    |                    |    |                                                             |                                                             |
|  |                        |                    |                    |    |                                                             |                                                             |
|  | Suède                  | 63                 |                    |    |                                                             |                                                             |
|  | Suède                  | 63                 |                    |    |                                                             |                                                             |
|  | Bosnie-Herzégovine     | 82                 |                    |    |                                                             |                                                             |
|  | Bosnie-Herzégovine     | 82                 | Bosnie-Herzégovine | Q  |                                                             |                                                             |
|  | 26 juin 2021 à Valence |                    | Bosnie-Herzégovine | Q  |                                                             |                                                             |
|  |                        | Russie             | Q                  |    |                                                             |                                                             |
|  | Espagne                | Russie             | Q                  | 74 |                                                             |                                                             |
|  | Espagne                |                    |                    | 74 |                                                             |                                                             |
|  | Russie                 | 78                 |                    |    |                                                             |                                                             |
|  | Russie                 | 78                 |                    |    |                                                             |                                                             |

#### Troisième place
| 27 juin 2021 18 h (HAEC) | Rapport | Biélorussie                                                                     | 69–77                               | Belgique                                                                        |  | Pavelló Municipal Font de Sant Lluís (en), Valence Arbitres : Viola Györgyi Martin Horozov Thomas Bissuel |
| 27 juin 2021 18 h (HAEC) | Rapport | Score par quart-temps : 13-23, 17-17, 19-21, 20-16                              |                                     |                                                                                 |  | Pavelló Municipal Font de Sant Lluís (en), Valence Arbitres : Viola Györgyi Martin Horozov Thomas Bissuel |
| 27 juin 2021 18 h (HAEC) | Rapport | Score par mi-temps : 30-40, 39-37                                               |                                     |                                                                                 |  | Pavelló Municipal Font de Sant Lluís (en), Valence Arbitres : Viola Györgyi Martin Horozov Thomas Bissuel |
| 27 juin 2021 18 h (HAEC) | Rapport | Anastasiya Verameyenka, 15 Maryia Papova, 12 Maryia Papova, 8 Maryia Papova, 21 | Points Rebonds Passes d. Évaluation | Emma Meesseman, 21 Emma Meesseman, 10 Meesseman, Allemand, 5 Emma Meesseman, 32 |  | Pavelló Municipal Font de Sant Lluís (en), Valence Arbitres : Viola Györgyi Martin Horozov Thomas Bissuel |

#### Finale
| 27 juin 2021 21 h (HAEC) | Rapport | France | 54–63                               | Serbie                                                                                       |  | Pavelló Municipal Font de Sant Lluís (en), Valence Arbitres : Maj Kazuko Forsberg Gvidas Gedvilas Wojciech Liszka |
| 27 juin 2021 21 h (HAEC) | Rapport | Score par quart-temps : 11-14, 15-17, 14-17, 14-15                                                                                 |                                     |                                                                                              |  | Pavelló Municipal Font de Sant Lluís (en), Valence Arbitres : Maj Kazuko Forsberg Gvidas Gedvilas Wojciech Liszka |
| 27 juin 2021 21 h (HAEC) | Rapport | Score par mi-temps : 26-31, 28-32                                                                                                  |                                     |                                                                                              |  | Pavelló Municipal Font de Sant Lluís (en), Valence Arbitres : Maj Kazuko Forsberg Gvidas Gedvilas Wojciech Liszka |
| 27 juin 2021 21 h (HAEC) | Rapport | Valériane Vukosavljević, 15 Chartereau, Vukosavljević, 5 Gabby Williams, 5 Valériane Vukosavljević, 18 +/– : Alexia Chartereau, +6 | Points Rebonds Passes d. Évaluation | Yvonne Anderson, 18 Tina Krajišnik, 13 Sonja Vasić, 6 Sonja Vasić, 20 +/– : Sonja Vasić, +21 |  | Pavelló Municipal Font de Sant Lluís (en), Valence Arbitres : Maj Kazuko Forsberg Gvidas Gedvilas Wojciech Liszka |

## Statistiques et récompenses

### Récompenses
| Meilleur cinq du tournoi        | Meilleur cinq du tournoi      | Meilleur cinq du tournoi     |
| Arrière                         | Ailière                       | Intérieures                  |
| ------------------------------- | ----------------------------- | ---------------------------- |
| Julie Allemand                  | Sonja Vasić Nwal-Endéné Miyem | Emma Meesseman Jonquel Jones |
| Meilleure joueuse : Sonja Vasić |                               |                              |